# Sylvanus Stall
Sylvanus Stall (Elizaville, 18 ottobre 1847 – Atlantic City, 6 novembre 1915) è stato uno scrittore e pastore protestante statunitense.
La sua opera più nota è What A Young Boy Ought to Know (1897), dove educa i giovani a non praticare la masturbazione. Oltre ad esso, pubblicò diversi seguiti sempre dedicati al tema dell'educazione sessuale.

## Biografia
Stall nacque a Elizaville, nello stato di New York (che fa oggi parte di Gallatin). Nel 1866 entrò all'Hartwick Seminary, poi alla Pennsylvania State University e allo Union Theological Seminary di New York. Fu ordinato ministro nel 1874.
Stall divenne dottore in teologia. Dapprima pastore a Cobleskill, (1874–77), Martins Creek (1877–80) e Lancaster (1880–87) (periodo in cui gestì una scuola domenicale frequentata da Henry Louis Mencken), lasciò tale incarico nel 1887 per curare il giornale ecclesiastico The Lutheran Observer e scrivere libri. A partire dal 1884 in avanti, iniziò anche a produrre l'annuario Stall's Lutheran Year-Book. Fu anche segretario statistico del Sinodo generale luterano dal 1885.
Dopo aver scritto diversi libri di scarso successo, riuscì a ottenere grande visibilità con What A Young Boy Ought To Know (1897), un libro sull'igiene sessuale che mette in guardia i ragazzi dai presunti pericoli che comporta l'atto della masturbazione. Il libro era la trascrizione di una serie di sermoni registrati da Stall sui cilindri fonografici di cera Edison, ed è pertanto suddiviso in cosiddetti "cilindri" anziché in capitoli. Dell'opera uscì anche una versione da riprodurre con il fonografo che, secondo la Loompanics, sarebbe il primo vero audiolibro.
Stall morì ad Atlantic City il 6 novembre 1915, all'età di 68 anni.

## Opere
- Pastor's Record, 1876.
- Hand-Book to Lutheran Hymns, 1879.
- How to pay church debts, and how to keep churches out of debt, 1881.
- Methods of church work: religious, social and financial, 1888
- Five minute object sermons to children: ... through eye-gate and ear-gate into the city of child-soul, 1894.
- Bible selections for daily devotion; 365 readings, 1896.
- What a Young Boy Ought to Know, 1897.
- What a young girl ought to know, 1897 (con Mary Wood-Allen).
- What a Young Husband Ought to Know, 1899.
- What a Man of Forty-five Ought to Know, 1901.
- What a Young Man Ought to Know, 1904.
- The Social Peril, 1905.
- Successful selling of the Self & Sex series, 1907.
- Talks to the King's children: being the second series of "Object Sermons to Children" 1907.
- With the children on Sundays, through eye-gate and ear-gate into the city of child-soul, 1911.